# Hermann Kuckuck
Hermann Kuckuck (* 7. September 1903 in Berlin; † 22. Dezember 1992 in Hannover) war ein deutscher Pflanzengenetiker und Züchtungsforscher. Als ordentlicher Professor für Angewandte Genetik lehrte er von 1954 bis 1969 an der Fakultät für Gartenbau der Gottfried Wilhelm Leibniz Universität Hannover.

## Lebensweg

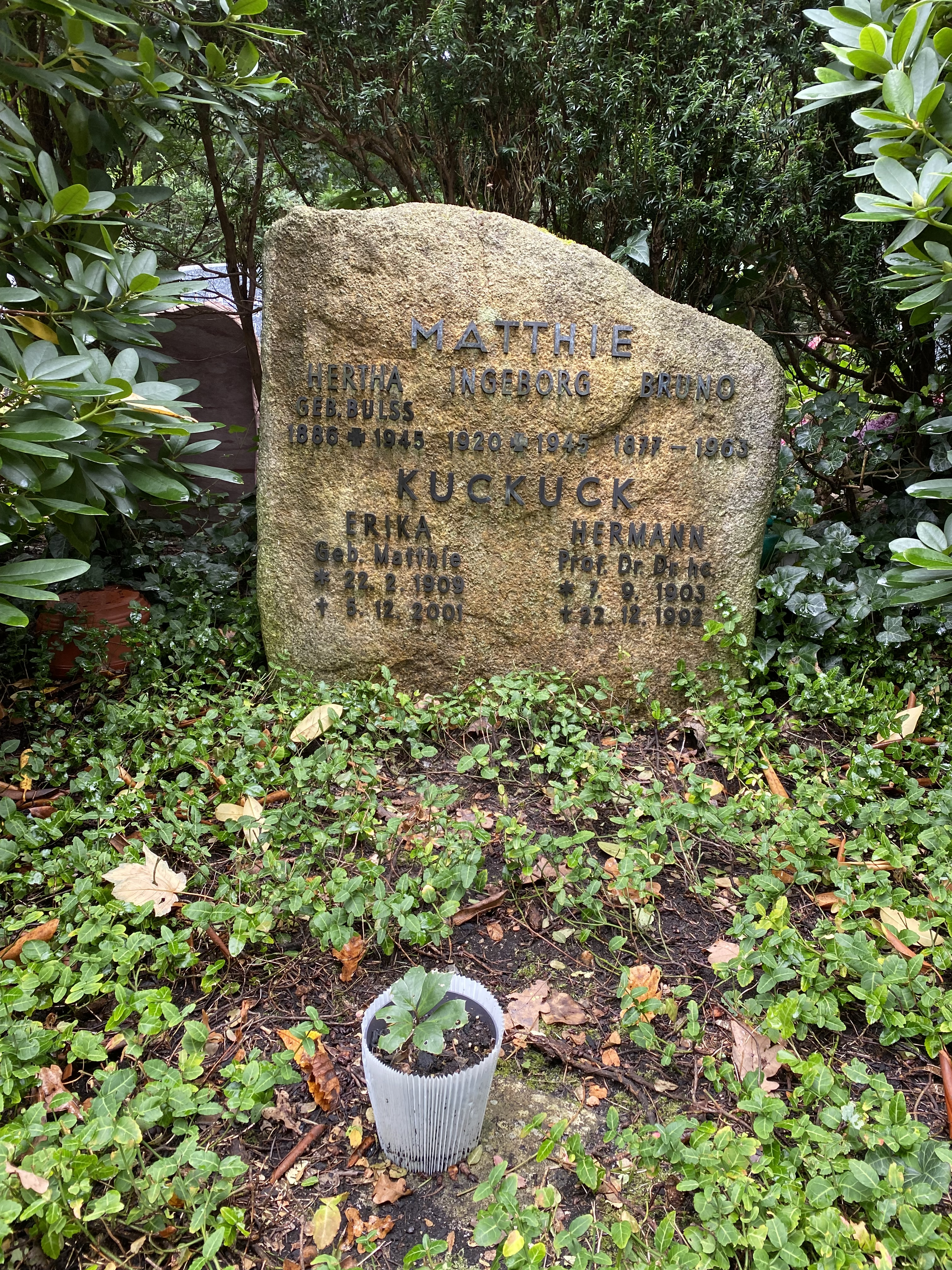
Grabstätte Hermann Kuckuck

Hermann Kuckuck, Sohn eines Spandauer Stadtbaumeisters, besuchte ab 1910 das humanistische Kaiserin-Augusta-Gymnasium in Berlin-Charlottenburg. Im Jahr 1922 bestand er das Abitur. Von 1923 bis 1925 absolvierte er eine landwirtschaftliche Lehrzeit in Ostpreußen. Anschließend begann er ein Studium an der Landwirtschaftlichen Hochschule Berlin. Unter der Ägide der Kulturpflanzenforscherin Elisabeth Schiemann promovierte er dort 1930 mit einer Dissertation über die Züchtung von Wintertypen bei Gerste. Anschließend war er als wissenschaftlicher Assistent am Kaiser-Wilhelm-Institut für Züchtungsforschung in Müncheberg tätig. Von 1934 bis 1945 war er Mitglied der Nationalsozialistischen Volkswohlfahrt (NSV), von 1934 bis 1935 förderndes Mitglied der SS und von 1935 bis 1940 Mitglied der Deutschen Arbeitsfront (DAF). 1936 wurde er zusammen mit Hans Stubbe und Rudolf Schick aus politischen Gründen entlassen.
In den folgenden vier Jahren arbeitete Kuckuck als Saatzuchtleiter für Gemüse- und Blumensamenzucht bei der Firma August Haubner in Eisleben und ab 1940 bis zum Ende des Zweiten Weltkrieges in gleicher Funktion bei einer Saatzuchtgesellschaft in Ostpreußen. 1942 erlangte er ohne Vorlage einer Habilitationsschrift (kumulative Habilitation) an der Friedrich-Wilhelms-Universität zu Berlin die Venia legendi für Pflanzengenetik und Pflanzenzüchtung. Eine Dozentur wurde ihm jedoch nicht angetragen.
Nach einer dramatisch verlaufenden Flucht aus Ostpreußen fand Kuckuck im Juni 1945 wieder eine Anstellung bei der Saatzuchtfirma Haubner in Eisleben. Im Jahr 1946 wurde er als Professor und Direktor des Instituts für Pflanzenzüchtung der neu gegründeten Landwirtschaftlichen Fakultät der Martin-Luther-Universität Halle-Wittenberg berufen. 1948 erfolgte seine Ernennung zum Direktor der Zentralforschungsanstalt für Pflanzenzucht (Erwin-Baur-Institut) in Müncheberg verbunden mit einer persönlichen Professur für Pflanzenzüchtung an der Humboldt-Universität Berlin.
Mit den Forschungsdirektiven der Sozialistischen Einheitspartei Deutschlands (SED) war Kuckuck nicht immer einverstanden. Er beendete daher auf eigenen Wunsch seine Tätigkeit in Müncheberg, war dann als Gastwissenschaftler in Svalöf (Schweden) und als Gastdozent an der Freien Universität Berlin, sowie an der Landwirtschaftlichen Hochschule Hohenheim tätig. 1952 ging er im Auftrag der Vereinten Nationen als FAO-Experte für Pflanzenzüchtung in den Iran. Dort war er als Berater tätig und führte Sammelreisen zur Erhaltung genetischer Ressourcen durch.
Im Jahr 1954 folgte Kuckuck einem Ruf der Technischen Hochschule Hannover. An der Fakultät für Gartenbau übernahm er als ordentlicher Professor für Genetik die Leitung des Instituts für gärtnerische Pflanzenzüchtung. 1960/61 war er Dekan der Fakultät für Gartenbau der TH Hannover. Hier wirkte er bis zu seiner Emeritierung im Jahre 1969. Als „Ruheständler“ hatte er wesentlichen Anteil am Aufbau der deutschen Kulturpflanzen-Genbank in Braunschweig-Völkenrode. Von 1971 bis 1977 war er Vorsitzender des dortigen Genbank-Ausschusses. Von 1976 bis 1978 leitete er kommissarisch die Abteilung Pflanzengenetik der Gesellschaft für Strahlen- und Umweltforschung in Grünbach (Oberbayern).
Hermann Kuckuck verstarb 89-jährig und wurde auf dem Berliner Friedhof Heerstraße beigesetzt. Die Grabstätte befindet sich in Abt. 20 C–18.

## Forschung und Lehre
Kuckuck beherrschte die Angewandte Genetik und die Pflanzenzüchtung in umfassender Breite. Mit der Züchtung eingetragener Sorten (Stangenbohnen, Tomaten, Radies) hat er sich auch als praktischer Pflanzenzüchter einen Namen gemacht. Sein Lebenswerk wurde stark geprägt von Erwin Baur und Elisabeth Schiemann. Für Kuckuck waren deshalb die Grundlagen theoretischer Genetik der Schlüssel für eine wissenschaftlich fundierte Pflanzenzüchtung.
Seine Vorstellungen von der Genetik als der Grundlage der Pflanzenzüchtung hat Kuckuck auch in der Namensbezeichnung seines Universitätsinstituts an der Technischen Hochschule Hannover dokumentiert: 1962 ersetzte er den bisherigen Namen Institut für gärtnerische Pflanzenzüchtung durch die Bezeichnung Institut für Angewandte Genetik. In diesem Institut forcierte er wegweisende Forschungsarbeiten auf dem Gebiet der Hybridzüchtung, vornehmlich bei Gemüse, Blumen und Zierpflanzen.
Frühzeitig hat Kuckuck die Bedeutung der genetisch bedingten Formenvielfalt der Wild- und Kulturpflanzen für die praktische Pflanzenzüchtung erkannt. Auf Forschungsreisen sammelte er in asiatischen Ländern genetische Ressourcen von Getreidearten. Er wurde der maßgebende Wegbereiter für den Aufbau einer Kulturpflanzen-Genbank in der Bundesrepublik Deutschland.
Kuckuck schrieb mehrere Bücher über Pflanzenzüchtung. Hervorzuheben ist sein 1934 erschienenes Erstlingswerk Von der Wildpflanze zur Kulturpflanze. Als Lehrbuchautor erwarb er sich internationales Ansehen mit dem Werk Grundzüge der Pflanzenzüchtung, von dem zwischen 1939 und 1985 fünf Auflagen und nachfolgend Übersetzungen in mehreren Sprachen erschienen sind. Kuckucks Buch Entwicklung und Probleme neuzeitlicher Pflanzenzüchtung. Mendel und Lyssenko aus dem Jahre 1951 enthält u. a. Beiträge über die Entwicklung der Pflanzenzüchtung in Deutschland zwischen 1919 und 1939 und eine gedankenreiche Studie über die akademische Ausbildung der Pflanzenzüchter. Von 1946 bis 1976 war Kuckuck Herausgeber bzw. Mitherausgeber der Zeitschrift Der Züchter und von 1959 bis 1976 der Zeitschrift für Pflanzenzüchtung.
Die von Kuckuck anlässlich seiner Emeritierung im Jahr 1969 gehaltene Abschiedsvorlesung Lehre und Forschung in der Pflanzenzüchtung ist nicht nur eine Bilanz seiner Lehr- und Forschungstätigkeit an der Technischen Hochschule Hannover, sondern zugleich auch ein heute noch aktueller Beitrag zum Disziplinverständnis des Fachgebietes Pflanzenzüchtung. Seine 1988 im Berliner Verlag Paul Parey veröffentlichte Autobiographie unter dem Titel Wandel und Beständigkeit im Leben eines Pflanzenzüchters gilt als ein hochinformatives Buch für die Wissenschaftsgeschichte im Agrarbereich.

## Ehrungen und Auszeichnungen
- 1954: Ehrenmitglied des Schwedischen Saatzuchtvereins Svalöf
- 1969: Silberne Max-Eyth-Medaille der Deutschen Landwirtschafts-Gesellschaft
- 1978: Ehrendoktor (Dr. agr. h. c.) der Technischen Universität München
- 1992: Ehrenmitglied der Gesellschaft für Pflanzenzüchtung

## Wichtigste Publikationen
- Die Entstehung von Wintertypen nach Kreuzung von Sommertypen bei Gerste. In: Zeitschrift für induktive Abstammungs- und Vererbungslehre. Bd. 53, 1929, S. 1–25 (Dissertation, Landwirtschaftliche Hochschule Berlin, 1930).
- Von der Wildpflanze zur Kulturpflanze. Die Bedeutung der natürlichen und künstlichen Zuchtwahl für die Entstehung neuer Pflanzenrassen. Metzner, Berlin 1934; 2. verbesserte Auflage ebd. 1943.
- Pflanzenzüchtung (= Sammlung Göschen. Bd. 1134). De Gruyter Berlin 1939; 2., durchgesehene Auflage ebd. 1944: 3. völlig umgearbeitete und erweiterte Auflage ebd. 1952; 4. völlig neubearbeitete und erweiterte Auflage fortan unter dem Titel Grundzüge der Pflanzenzüchtung (= Sammlung Göschen. Bd. 7134). Ebd. 1972; 5., neubearbeitete und erweiterte Auflage gemeinsam mit Gerd Kobabe und Gerhard Wenzel ebd. 1985. Ausgabe in japanischer Sprache 1986; Ausgabe in ungarischer Sprache 1988. Englischsprachige Ausgabe unter dem Titel Fundamentals of Plant Breeding. Springer, Berlin 1991; Nachdruck: Narosa Publishing House, New Delhi 1993.
- mit Alois Mudra: Lehrbuch der allgemeinen Pflanzenzüchtung (= Landwirtschaftliche Wissenschaft. Bd. 3). Hirzel, Stuttgart 1950.
- Entwicklung und Probleme neuzeitlicher Pflanzenzüchtung. Mendel und Lyssenkow. Parey, Berlin 1951.
- Spezielle gartenbauliche Pflanzenzüchtung (= Sammlung Göschen. Bd. 1178/1178a). De Gruyter, Berlin 1957; 2. Auflage unter dem Titel Gartenbauliche Pflanzenzüchtung. Züchtung von Gemüse, Obst und Zierpflanzen. Parey, Berlin/Hamburg 1979.
- mit Gerd Kobabe: Küchenzwiebel (Allium cepa L.). In: Handbuch der Pflanzenzüchtung. 2. Auflage. Band 6, Verlag Paul Parey, Berlin/Hamburg 1962, S. 270–312.
- Lehre und Forschung in der Pflanzenzüchtung. In: Saatgutwirtschaft. Jg. 22, 1970, S. 250–255 u. 292–296 (Abschiedsvorlesung anlässlich der Emeritierung 1969).
- Wandel und Beständigkeit im Leben eines Pflanzenzüchters. Parey, Berlin/Hamburg 1988 (Autobiographie, mit Schriftenverzeichnis).